# BK Kondoři Liberec
Le BK Kondoři Liberec est un club tchèque de basket-ball, basé dans la ville de Liberec. Le nom Kondoři signifie condors.

## Historique
De 2006 à 2011, l'équipe évolue dans la ligue tchèque de basket-ball soit le plus haut niveau du championnat tchèque. L'équipe déménage de Liberec à Brno.

## Palmarès
- Champion de République tchèque D2 : 2006

## Entraîneurs successifs
- Depuis ? :  Jan Slowiak
- 2009-2011 :  Dušan Bohunický

## Joueurs célèbres ou marquants
- Lukáš Kraus